# Ludwig Faber
Friedrich Ludwig Faber (* 10. Oktober 1775 in Oberensingen; † 1863) war ein württembergischer Verwaltungsbeamter.

## Leben
Faber war ein Sohn des Pfarrers Johann Christian Faber in Oberensingen. Er absolvierte eine Ausbildung als Schreiber und besuchte ab 1790 die Hohe Karlsschule in Stuttgart. Von 1799 bis 1806 war er als Gehilfe, Aktuar und Rechnungsprobator bei den Oberämtern Cannstatt und Marbach beschäftigt. 1806 wurde er Regimentsquartiermeister beim Jägerregiment zu Pferd sowie beim Landscharfschützenbataillon. Er war Teilnehmer an den Feldzügen 1806, 1807 und 1809. 1810 wurde er erster Ortsvorsteher im Unteramt Eningen unter Achalm mit dem Titel Amtmann und Amtsschreiber. 1824 wurde er zum Oberamtmann des Oberamts Böblingen ernannt. 1841 trat er in den Ruhestand.

## Familie
Am 15. November 1814 heiratete Faber seine Frau Charlotte Louise, geb. Rooschüz (1790–1858), eine Tochter des Georg Ludwig Rooschütz, Spitalmeister in Nürtingen und Spitalpfleger zu Reutlingen und seiner Frau Christiane, geb. Faber. Charlotte Faber war eine Tante der Schriftstellerin Ottilie Wildermuth.